# Beinn Pharlagain
Beinn Pharlagain, även känd som Ben Pharlagain - Meall na Meolig, är en bergsrygg i Perth and Kinross i Skottland.

Årsmedeltemperaturen i trakten är 4 °C. Den varmaste månaden är juli, då medeltemperaturen är 10 °C, och den kallaste är januari, med −4 °C.